# Soyombo

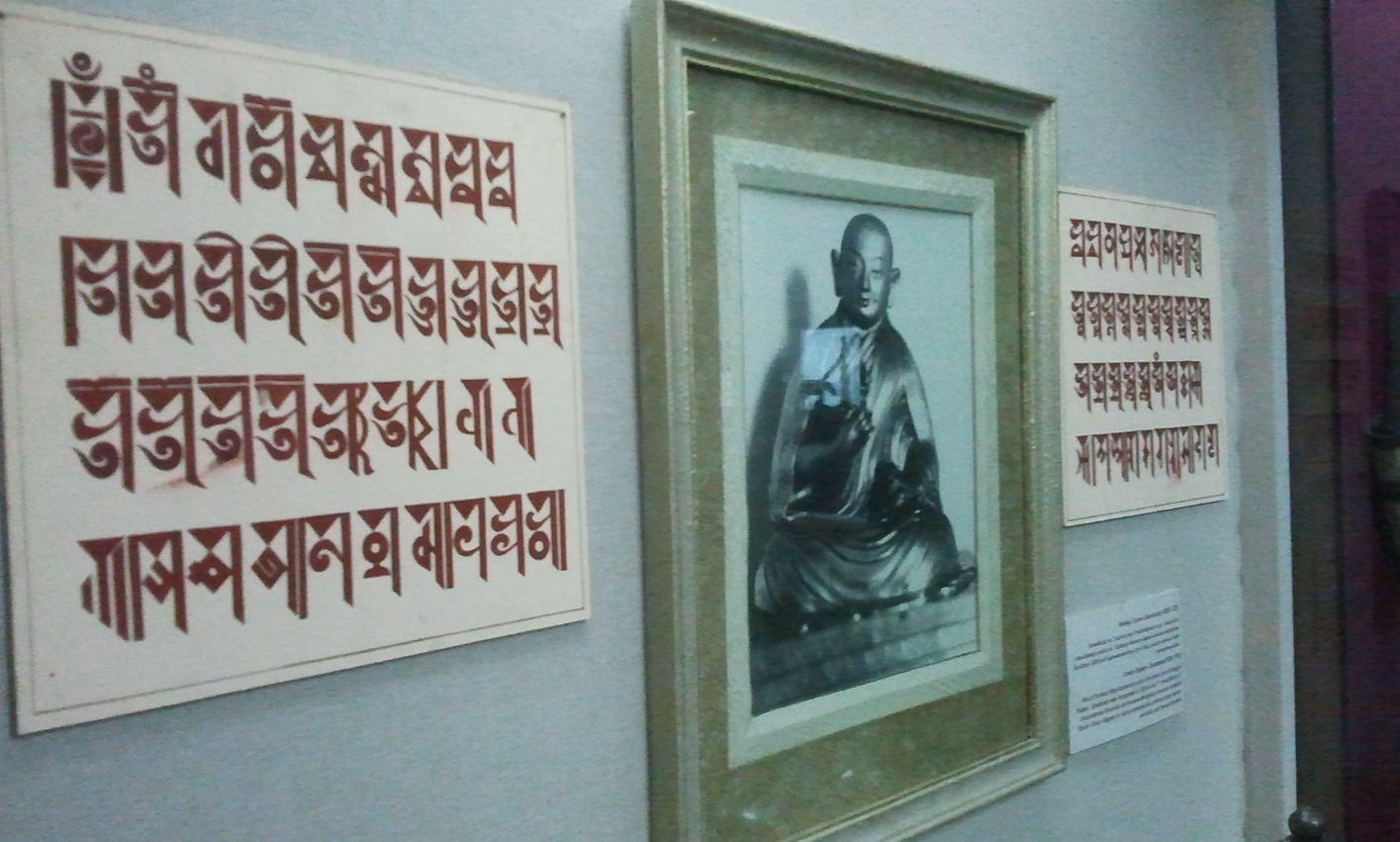
Text skriven med soyombo intill en bild av Zanabazar.

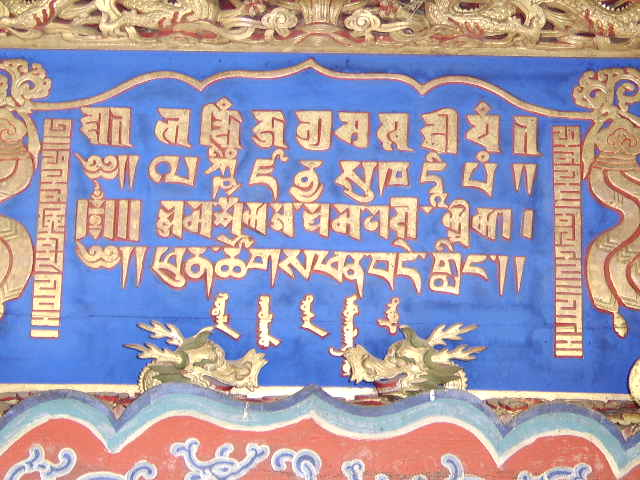
Skylt med olika skriftsystem som historiskt används i Mongoliet. Soyombo återfinns på tredje raden.

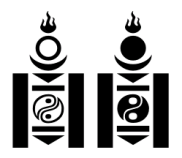
De två varianterna av soyombo-symbolen.

Soyombo (mongoliska: Соёмбо бичиг, ᠰᠣᠶᠣᠮᠪᠣ ᠪᠢᠴᠢᠭ᠌, soyombo bičig) är ett skriftsystem som utvecklades år 1686 av Öndör Gegeen Zanabazar, Mongoliets förste andlige ledare inom tibetansk buddhism, för att skriva mongoliska, tibetanska och sanskrit.
Ett särskilt tecken kallat Soyombo-symbolen har blivit en nationell symbol för Mongoliet. Den förekommer på landets flagga sedan 1921 och dess stadsvapen sedan 1960.

## Historia
Skriftens namn skvallrar om hur den skapades. Det härstammar från sanskrit-ordet svayambhu (स्वयंभु) som betyder "egenhändigt skapad". Till sin struktur liknar den Syd- och Sydostasiens brāhmī-baserade abugidor och utseendemässigt ligger den närmast den nepalesiska skriften rañjanā. Enskilda bokstäver har drag som påminner om den klassiska mongoliska skriften eller orchonskriften.
Det är dock okänt om Zanabazar verkligen skapade soyombo på egen hand eller om den existerade redan tidigare. Enligt legender ska bokstäverna ha uppenbarat sig för honom i skyn.
Zanabazar sägs även ha skapat den horisontella fyrkantskriften (xebtee dörböljin) som återupptäcktes först 1801 och som bygger på den tibetanska.

## Användning
De östliga mongolerna använde skriften främst för ceremoniella och dekorativa syften. Zanabazar skapade soyombo för att i första hand översätta buddhistiska texter från sanskrit och tibetanska och både han och hans studenter använde det i stor utsträckning för detta syfte. Skriften är dock alltför komplicerad för att användas för vardagliga syften och den används numera i princip inte alls. Förutom historiska dokument kan den även hittas i tempelinskriptioner. Den har även en viktig roll i lingvistisk forskning då den återger förändringar i det mongoliska språket, exempelvis hos de långa vokalerna.

## Beskrivning
Soyombo var den första av de mongoliska skriftsystemen att skrivas från vänster till höger. Tidigare skriftsystem skrevs uppifrån och ner. I likhet med de brāhmī-baserade skriftsystem det baserats på hänger bokstäverna från en horisontell huvudlinje.
Två varianter av Soyombo-symbolen används för att markera början och slutet av en text. Två av dess element, den övre triangeln och den högra vertikala stammen, används som en ram för varje enskild stavelse. Ramen finns i två varianter: en där triangeln och stammen sitter ihop och en där de skiljs åt av en liten glipa. Den senare används för bokstäverna ka, kha, ga, gha, ṅa, ha och kṣa.
Strukturen hos en stavelse beror på vilket språk som skrivs. Samtliga stavelser innehåller minst en konsonant eller stum vokalbärare som skrivs ut direkt under det triangelformade huvudet. De flesta vokaler skrivs ut ovanför huvudet. Undantaget är u och ü som skrivs under konsonanten i botten av ramen samt ai och au som skrivs med en sågtand- respektive vågformad linje till höger om stammen. En kort krok i nedre änden av stammen markerar lång vokal.
Soyombo är en abugida vilket innebär att varje stavelse underförstått uttalas med ett kort a om inget annat anges. Det finns även en separat bokstav a som kan betraktas som en vokalbärare eller en stum konsonant och som används för stavelser som inleds med en vokal.
Utöver Soyombo-symbolen finns det bara ett annat skiljetecken: ett vertikalt streck som motsvarar en punkt. Två sådana streck används för att avsluta ett stycke. I inskriptioner är det vanligt att ord separeras med en punkt som skrivs i höjd med huvudlinjen.

## Mongoliska

Strukturen hos en stavelse på mongoliska.

En stavelse på mongoliska kan innehålla följande element: konsonant eller vokalbärare (Cb), vokal (V), längdmarkör (L), diftongmarkör (Vd) samt final konsonant (Cf).

### Vokaler
Mongoliska använder sju vokaler som alla finns i en kort och en lång variant. Utöver dessa används två tecken – som på sanskrit representerar diftongerna ai och au – för att markera andra vokalen i en diftong som slutar på i respektive u.
|   |   |   |   |   |   |    |    |
| a | ā | i | ī | e | ē | ü  | ǖ  |
|   |   |   |   |   |   |    |    |
| u | ū | o | ō | ö | ȫ | -i | -u |

### Konsonanter
|       |       |    |    |    |    |
| ga/ɣa | ka/qa | ŋa | ǰa | ča | ña |
|       |       |    |    |    |    |
| da    | ta    | na | ba | pa | ma |
|       |       |    |    |    |    |
| ya    | ra    | va | la | ša | sa |
|       |       |    |    |    |    |
| ha    | ksa   |    |    |    |    |

Finala konsonant skrivs med en förminskad och förenklad variant av grundbokstaven i botten av ramen. I de fall där de krockar med vokalerna u eller ü skrivs de senare till vänster om konsonanten.
|       |       |    |       |    |       |
| ag/aɣ | ak/aq | aŋ | ad/at | an | ab/ap |
|       |       |    |       |    |       |
| am    | ar    | al | aš    | as | ah    |

## Sanskrit och tibetanska

Strukturen hos en stavelse på Sanskrit.

Strukturen hos en stavelse på Tibetanska.

En stavelse på sanskrit eller tibetanska kan innehålla följande element: konsonant i prefix-form (Cp), konsonant eller vokalbärare (Cb), en stapel av mediala konsonanter (C2…Cn), vokal (V) samt längdmarkör (L). För sanskrit tillkommer de två diakriterna anusvāra (Sa) och visarga (Sv). På tibetanska kan stavelser skiljas åt av tsheg (T), ett litet triangelformat tecken som närmast kan jämföras med ett mellanslag.

### Vokaler
För sanskrit tillkommer vokalerna ṛ, ṝ, ḷ och ḹ. Diakriten för den mongoliska vokalen ü får här representera u.
|   |   |   |    |   |    |    |    |
| a | ā | i | ī  | u | ū  | ṛ  | ṝ  |
|   |   |   |    |   |    |    |    |
| ḷ | ḹ | e | ai | o | au | aṃ | aḥ |

### Konsonanter
Soyombo innehåller en full uppsättning bokstäver för att återge sanskrit och tibetanska. Lägg märke till att vissa av bokstäverna representerar olika ljud på mongoliska respektive sanskrit/tibetanska. Bokstäverna som på sanskrit står för tonlösa klusiler används för tonande klusiler på mongoliska och de som står för tonlösa aspirerade klusiler på sanskrit används för tonlösa klusiler på mongoliska. På mongoliska används termen galig för att referera till bokstäver som inte används för mongoliska. Sanskritvarianten av ga kallas exempelvis galig ga.
Konsonantkluster på sanskrit och tibetanska skrivs vanligtvis genom att flera konsonanter staplas vertikalt inuti samma ram. I existerande källor förekommer kluster med upp till tre konsonanter men i teorin skulle de kunna innehålla hur många som helst. Fyra konsonanter, ra, la, śa och sa, går även att skriva i en speciell prefixform bestående av ett litet tecken som skrivs till vänster om huvudtriangeln. De uttalas då innan övriga konsonanter.
|     |      |     |     |     |
| ka  | kha  | ga  | gha | ṅa  |
|     |      |     |     |     |
| ca  | cha  | ja  | jha | ña  |
|     |      |     |     |     |
| ṭa  | ṭha  | ḍa  | ḍha | ṇa  |
|     |      |     |     |     |
| ta  | tha  | da  | dha | na  |
|     |      |     |     |     |
| pa  | pha  | ba  | bha | ma  |
|     |      |     |     |     |
| tsa | tsha | dza | zha | za  |
|     |      |     |     |     |
| 'a  | ya   | ra  | va  | la  |
|     |      |     |     |     |
| śa  | ṣa   | sa  | ha  | kṣa |

## Unicode
Soyombo har formellt antagits av UTC (Unicodes tekniska kommitté) och planeras att införas i en framtida version av Unicode. Skriften har tilldelats kodpunkterna U+11A50 till U+11AAF.
Soyombo bjuder på flera tekniska utmaningar att lösa. Det antagna förslaget använder virama-modellen för konsonantkluster, där ett osynligt diakritiskt tecken markerar att två konsonanter ska skrivas samman, snarare än den tibetanska där kluster skapas med speciella konsonantdiakriter med egna kodpunkter. De stavelsefinala konsonanter som används för mongoliska beter sig däremot just precis som diakritiska tecken. Också de fyra stavelseinitiala konsonanttecknen tilldelas egna kodpunkter.
Den största utmaningen är dock att staplarna av konsonanter kan bli så höga att de spiller utanför ramen. Vilket som är det bästa sättet att lösa det är fortfarande en öppen fråga. Ska ramen förlängas så att konsonanterna ryms? Ska alla ramar i den aktuella texten i så fall förlängas? Är det en språkspecifik sak där sanskrit och tibetanska behöver högra ramar än mongoliska? Är det bättre att istället förminska och tränga ihop konsonanterna så att de ryms i den aktuella ramen?